# 고독의 문
《고독의 문》은 SBS에서 1991년 12월 10일부터 이듬해 5월 16일까지 방영되었던 드라마로 SBS 개국 당시 첫 아침연속극이었는데 줄곧 가련한 여인상 위주였던 김청 (장희숙 역)이 패기만만한 기업체 홍보실장 역으로서의 연기변신을 시도했다.
한편, 이 작품은 부부 사이의 사랑과 갈등을 소재로 삼아 아침드라마로 적합하지 못했다는 지적이 일기도 했다.

## 내용
결혼에 위기를 느끼는 30대 여인의 방황과 갈등에 대한 가치관을 그린 드라마

## 출연
- 원미경(김혜진)
- 남성훈(인섭)
- 유동근(용제)
- 김기섭(상호)
- 김청(장희숙)
- 홍진희(김혜영)
- 이상아(김혜옥)
- 오대규(준수)
- 경인선(윤희)
- 전광렬, 강효종, 김영님
- 김민정(선애)
- 남영진, 김은경, 공형진, 김희정, 정요숙, 황미선, 이진아